# Angara Supérieure
Pour les articles homonymes, voir Angara (homonymie).
L'Angara Supérieure ou Haute-Angara (en russe : Верхняя Ангара, Verkhniaïa Angara ; en bouriate : Дээдэ Ангар) est une rivière de Russie orientale qui coule en République autonome de Bouriatie. Contrairement à l'Angara, qui est un émissaire du lac Baikal, l'Angara Supérieure est un affluent du Baïkal, donc un sous-affluent de l'Ienisseï.

## Géographie
L'Angara Supérieure naît dans les monts de Nertchinsk, partie des monts Stanovoï, en Sibérie orientale, à quelque 300 kilomètres au nord-est du lac Baikal. Elle coule globalement vers l'ouest-sud-ouest sur le territoire de la Bouriatie. 

L'axe central de son bassin correspond en grande partie à la dépression tectonique de l'Angara Supérieure, prolongement nord-est de la grande fosse tectonique qui héberge le lac. Cette vaste dépression large de plus ou moins 50 kilomètres est enserrée des deux côtés par de hautes chaînes de montagne : au nord, ce sont les monts de l'Angara Supérieure qui font partie des monts Stanovoï ; au sud se dresse la partie occidentale des monts Mouïa septentrionaux et - plus près du Baïkal - les monts de la Bargouzine.
La rivière est partiellement navigable. 
L'Angara Supérieure se jette dans le lac Baïkal au niveau de son extrémité nord, après un parcours de 438 kilomètres. Elle a un bassin versant de 21 400 km2 et un débit moyen annuel de 265 m3/s.

## Affluents
- De gauche :
  - L'Angarakan
  - Le Iantchouï
  - La Kotera
  - La Svetlaïa

- De droite :
  - Le Tchouro

## Le parcours du BAM
D'ouest en est, la voie de chemin de fer du Baïkal Amour Magistral ou BAM longe la rive droite (nord) de la rivière tout en remontant sa vallée depuis le lac. Elle la traverse entre les localités d'Anamakit et de Novy Ouoïan, puis la traverse à nouveau avant de remonter la vallée de l'Angarakan, ce qui lui permet de franchir les monts Mouïsk septentrionaux en direction de l'est sibérien (à Tounnelny). Pour ce faire, elle emprunte le tunnel Severomouïski, long de 15 343 mètres, qui donne accès à la vallée du Mouïakan, rivière qu'elle longe avant de franchir le Vitim.

## Hydrologie

### Hydrométrie - Les débits mensuels à Verkhniaïa Zaïmka
L'Angara Supérieure est un cours d'eau très irrégulier. Son débit a été observé pendant 56 ans (entre 1939 et 1994) à Verkhniaïa Zaïmka, localité située à une vingtaine de kilomètres de son embouchure dans le lac Baïkal . 
À Verkhniaïa Zaïmka, le débit inter annuel moyen ou module observé sur cette période était de 260 m3/s pour une surface de drainage de 20,600 km2, soit la totalité du bassin versant de la rivière. 

La lame d'eau écoulée dans ce bassin versant se monte ainsi à 399 millimètres par an, ce qui peut être considéré comme élevé. 
Rivière abondante, alimentée en grande partie par la fonte des neiges, mais aussi par les précipitations assez abondantes de la saison estivale, l'Angara Supérieure est un cours d'eau de régime nivo-pluvial qui présente deux saisons. 
Les hautes eaux se déroulent de la fin du printemps au début de l'automne, du mois de juin au mois de septembre inclus, avec un sommet bien net en juin-juillet, ce qui correspond au dégel et à la fonte des neiges. Le bassin bénéficie de précipitations abondantes en toutes saisons, particulièrement sur les hauts sommets. Elles tombent sous forme de pluie en saison estivale. Les pluies et la continuation de la fonte des glaces expliquent que le débit de juillet à octobre soit bien soutenu. En septembre puis octobre, le débit de la rivière baisse progressivement, ce qui mène à la période des basses eaux. Celle-ci a lieu de novembre à avril inclus et correspond à l'hiver et aux puissantes gelées qui s'étendent sur toute la région. Mais la rivière conserve généralement durant la période des basses eaux un débit, souvent confortable. 
Le débit moyen mensuel observé en mars (minimum d'étiage) est de 60,8 m3/s, soit près de 14 fois moins que le débit moyen du mois de juin (827 m3/s), ce qui témoigne de l'amplitude assez importante des variations saisonnières. Sur la durée d'observation de 56 ans, le débit mensuel minimal a été de 46,8 m3/s (février 1955), tandis que le débit mensuel maximal s'élevait à 1 250 m3/s (juin 1986).
En ce qui concerne la période libre de glace (de mai à octobre inclus), le débit minimal observé a été de 123 m3/s en octobre 1954, ce qui constitue un niveau fort appréciable.  

### Les précipitations à Nijneangarsk
Le total annuel des précipitations relevées à Nijneangarsk, ville située près de l'embouchure de l'Angara Supérieure dans le lac Baïkal, est de 409 millimètres. Sur les hauieurs du bassin, les précipitations sont bien plus élevées, mais suivent le même rythme annuel. La période la plus arrosée est la saison estivale et va de juin à septembre.
Précipitations mensuelles moyennes relevées à Nijneangarsk (en millimètres)

## Navigabilité
L'Angara Supérieure est navigable sur 214 kilomètres depuis la localité de Ouoïan jusqu'à son embouchure dans le lac Baikal. Pour des plus petites embarcations, elle est navigable jusque Kamniokan (270 km). 

Il en va de même pour le cours inférieur de son affluent la Kotera (21 km jusqu'au village de Kumora), ainsi que pour la section inférieure de la Kitchera.